# Éowyn
(J. R. R. Tolkien, Le due torri)
Éowyn è un personaggio di Arda, l'universo immaginario fantasy creato dallo scrittore inglese J. R. R. Tolkien.

## Origini
Éowyn, principessa di Rohan, è un personaggio de Il Signore degli Anelli. Nasce nell'anno 2995 della Terza Era, figlia di Éomund e Théodwin, la nipote di Théoden di Rohan, ed è sorella di Éomer. Appare nel secondo volume della trilogia (Le due torri), quando Gandalf, Aragorn, Legolas e Gimli giungono alla reggia di Rohan, Edoras. Éowyn viene presentata al lettore dagli occhi di Aragorn.

## Vicende successive
Dopo la partenza di Re Théoden, Éowyn rimane in qualità di reggente al trono e si trasferisce nella fortezza di Dunclivo. Quando ritornano i cavalieri e il Re, Éowyn vorrebbe partire assieme a loro nella guerra contro il malvagio e temuto Sauron, ma viene lasciata ancora una volta a Dunclivo. Éowyn allora si traveste sotto le spoglie di un cavaliere di nome Dernhelm e, in accordo col maresciallo Elfhelm, capo della Éored in cui si trovava, parte anche lei con gli altri.
Quando l'esercito di Rohan raggiunge Minas Tirith assediata, il malvagio Signore dei Nazgûl piomba su di loro. Nevecrino, il cavallo del Re, impazzisce per il terrore e Théoden cade sotto di lui. Il Re Stregone, sceso dal cielo in groppa a una terribile cavalcatura alata, atterra sul povero animale. Ma Dernhelm (alias Éowyn) fronteggia il terribile Nazgûl. Questi all'inizio si sente sicuro, protetto dalla profezia secondo cui nessun uomo vivente avrebbe potuto ucciderlo. Ma Éowyn dopo aver decapitato l'orrenda bestia alata che il Signore dei Nazgûl cavalcava, pur ferita dalla mazza del Re Stregone, che le ruppe un braccio, rivela la propria identità e sferra il colpo finale nel volto dello spettro, eliminando definitivamente il terribile Re grazie a Merry, che in quanto Hobbit non è un Uomo, che lo aveva pugnalato alle spalle.
Sia Merry sia Éowyn subiscono gli influssi malefici del contatto con il Re Stregone. Éowyn viene condotta immediatamente alle Case di Guarigione, poiché tale è il suo pallore che sulle prime è stata data per morta. Merry invece aveva avuto una breve discussione con Théoden morente, ma nessuno si era curato di lui. È perciò costretto a trascinarsi da solo fino a Minas Tirith, dove incontra l'amico Pipino, che gli salva la vita facendolo portare alle Case. Qua Gandalf e Aragorn diagnosticano il male, e così Aragorn cura Éowyn, Merry e Faramir, salvandoli dalla morte con i poteri taumaturgici di cui dispone. Alla fine Éowyn si innamora di Faramir, e i due vanno a vivere nell'Ithilien dopo la fine della guerra.
"E vorresti che la tua gente orgogliosa dicesse di te: 'Ecco un signore che ha domato una selvaggia fanciulla del Nord! Non vi era dunque una donna della razza dei Númenoreani ch'egli potesse scegliere?'".
"Lo vorrei", disse Faramir. E la prese fra le braccia e la baciò sotto il cielo assolato, e non si curò di essere in piedi sulle mura, visibile a molti. E molti infatti li videro, e videro la luce che brillava intorno a loro mentre scendevano dalle mura e si recavano, mano nella mano, nelle Case di Guarigione.»
(J. R. R. Tolkien, Il ritorno del re)

## La personalità di Éowyn
Il personaggio di Éowyn ha una personalità articolata. Dapprima quello di Éowyn è solo un mero desiderio di gloria per la propria casata: per questo contava di sposare Aragorn e diventare una guerriera.
Quando Grima Vermilinguo aveva stregato Théoden con le sue malevoli parole, ne aveva destinate alcune anche alle orecchie di Éowyn, che sperava di rapire. E quelle parole erano servite allo scopo di sminuire ancora di più il valore della Casata di Rohan agli occhi di Éowyn.
Quando il re Théoden parte per andare in aiuto di Gondor, Éowyn capisce che egli sta probabilmente andando incontro alla morte. Si aggrega di nascosto all'armata e porta con sé Merry, con il quale ha sviluppato un profondo sentimento di amicizia e fiducia reciproca, perché hanno entrambi desiderio di combattere, ed entrambi sono stati messi da parte. Ma in fin dei conti quello di Éowyn è un desiderio di morte: la fanciulla vuole morire ed essere ricordata, poiché crede che la casa di Eorl sia ormai giunta alla fine. Quando viene salvata da Aragorn, pian piano si rende conto di poter ancora vivere, assistita sia dallo stesso Merry sia da quello che sarebbe diventato suo marito, Faramir, tutti e tre duramente feriti e convalescenti nelle Case di Guarigione di Minas Tirith.
Da notare il gesto di Aragorn, che dopo averla curata non la sveglia personalmente, ma la fa chiamare dal fratello, affinché ella non ricordasse per prima cosa il proprio amore impossibile.
Un'altra cosa che Éowyn capisce dopo il suo duello con il Re Stregone è che il valore e la grandezza non sono necessariamente associati alla forza: infatti Merry le ha salvato la vita, colpendo inaspettato il tracotante Re Stregone e permettendo a Éowyn di sferrargli il colpo fatale (tra parentesi, Merry fu nominato cavaliere del Mark proprio per volere di Éowyn).
Éowyn è una figura di donna che autodetermina il proprio destino affrontando con coraggio le avversità; lotta per il suo popolo affrontando imprese tipicamente "maschili", consapevole della maggiore forza degli avversari, armata della spada ma anche di un cuore delicato eppure impavido e incline alla sfida. Se a fianco dello zio si comporta come un guerriero, sa offrire la sua dolcezza all'uomo di cui si è innamorata (Aragorn) e, con dignità regale e accettazione del suo destino, sa ritirarsi quando comprende che il suo sogno è impossibile.
Infine Éowyn trova la felicità innamorandosi di Faramir, che aveva cercato il suo amore senza desideri di gloria. Anche in questo Éowyn si dimostra intelligente e volitiva, capace di riconoscere ed accettare l'amore destinato a lei come il bene più prezioso.